# Jaoi

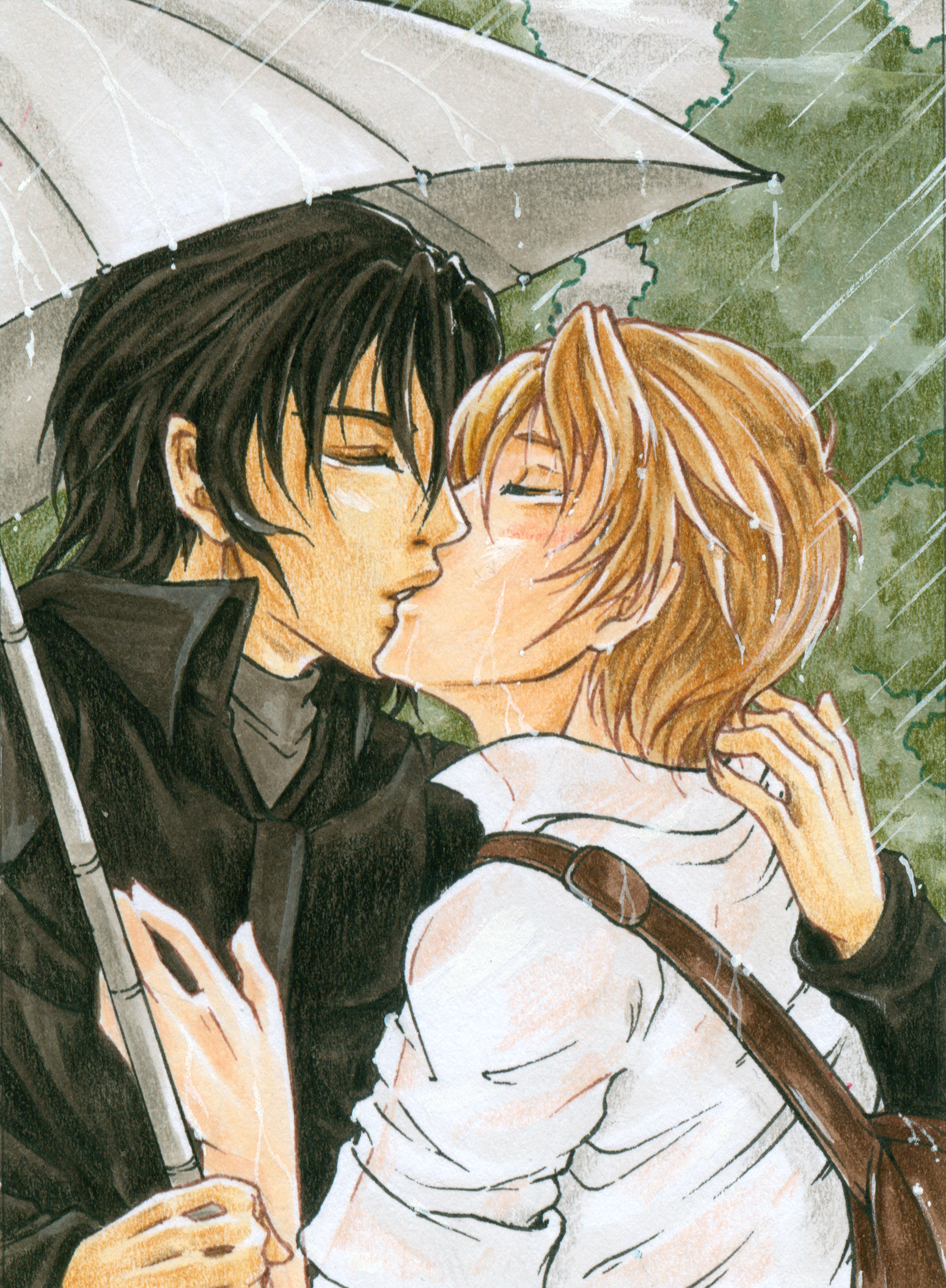
Příklad šónen-ai artworku, který byl původně vydán na Animexxu

Jaoi (japonsky やおい, anglicky yaoi), známé také pod názvem klučičí láska (japonsky ボーイズ ラブ, bóizu rabu; anglicky boys' love), je žánr fikčních médií pocházejících z Japonska, který se zabývá sexuálními vztahy mezi mužskými postavami. Díla tohoto žánru jsou typicky tvořena ženami. Jsou značně odlišná od homoerotických medií, která jsou na trh uváděna pro homosexuální a bisexuální mužské publikum, jako je například bara. Díla však mohou přilákat i mužské čtenáře a mohou je tvořit mužští autoři. Žánr zahrnuje širokou škálu médií, jako jsou například mangy, anime, rozhlasové hry, romány, videohry, filmy a produkty fanoušků.
Prvkem, který žánr jaoi definuje, je role dvou mužských účastníků v onom vztahu: seme, jenž je aktivním „pronásledovatelem“ (top), a uke, jenž je pasivně „pronásledován“ (bottom). Mezi běžná témata žánru patří zakázané vztahy, zobrazení znásilnění, tragédie a humor. Příběhy jaoi a klučičí lásky mohou pokrývat mnoho žánrů, jako jsou středoškolské komedie o lásce, dobová dramata a sci-fi, fantasy a detektivní fikce. Mohou zahrnovat také podžánry, a to omegaverse nebo šotakon.

## Koncepty

### Šónen-ai
Pojem šónen-ai („klučičí láska“) je v Japonsku původně spojován s efebofilií nebo pederastií, od počátku 70. do konce 80. let 20. století se však pojmem popisoval nový žánry šódžo mangy, ve kterém figurovali krásní, do sebe zamilovaní kluci. Za tvorbou mang stála skupina ženských autorů, známá jako Skupina 24 letých. Charakteristickými prvky šónen-ai je exotika, díla se mnohdy odehrávají v Evropě, a idealismus. Básník Jeffrey Angles vyzdvihl dvě mangy, a to Thomas no šinzó (1974) od Moto Hagiové a Kaze to ki no uta (1976–1984), jejíž autorkou je Keiko Takemija. Uvedl, že jsou průkopnické a skvěle popisují intenzivní přátelství mezi muži, včetně žárlivosti a touhy.
Západní publikum někdy používá termíny jaoi a šónen-ai, aby rozlišilo dvě možné varianty žánru. V tomto případě se jaoi popisují díla, která obsahují především sexuálně explicitní témata a sexuální scény, zatímco šónen-ai je používáno k popisu děl zaměřujících se na romantiku a neobsahujících sexuálně explicitní obsah, přesto se v nich sexuální styk může objevit. Dle tohoto použití by tak manga Gravitation byla považována za šónen-ai, protože se zaměřuje spíše na kariéry postav, než na jejich milostný život.

### Seme a uke

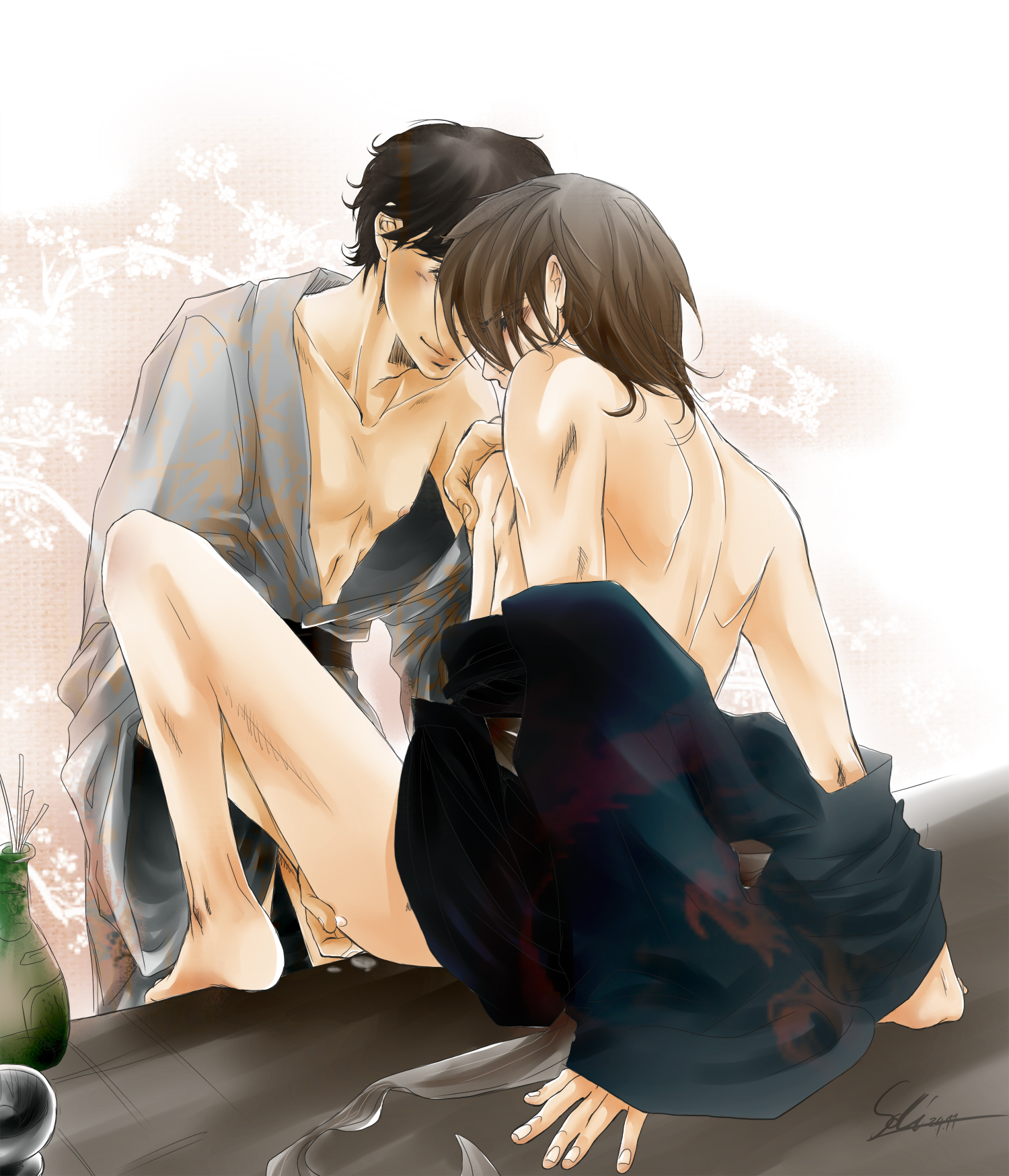
Artwork znázorňující homosexuální pár, seme (vlevo) a uke (vpravo)

Dva účastníci jaoi vztahu (a v menší míře účastníci juri vztahu) se většinou označují jako seme (japonsky 攻め; „top“) a uke (japonsky 受け; „bottom“). Oba termíny pocházejí z bojových umění: seme je odvozeno od japonského slovesa ičidan znamenajícího „zaútočit“ a uke je odvozeno od slovesa znamenajícího „obdržet“. Aleardo Zanghellini, autor studie z roku 2009, naznačuje, že termíny bojových umění mají významný dopad na japonské publikum, přičemž pravzorem homosexuálních vztahů mezi muži v Japonsku je stejnopohlavní láska mezi samuraji a jejich společníky. Pojmy seme a uke jsou mnohdy znázorněny ve stylu bišónen a jsou „vysoce idealizované“, kdy dochází k mísení mužskosti a ženskosti.

### Bara
Ačkoli je pojem západním publikem někdy spojován s jaoi, tak se mužská homosexuální manga nebo gei comi, zvaná také anglickým spojením men's love (zkráceně ML; v překladu „mužská láska“) a japonským bara, zaměřuje spíše na mužské homosexuální publikum než na ženské. Za jejich výrobou stojí zejména mužští homosexuální a bisexuální ilustrátoři (jako je například Gengoró Tagame) a je serializována v mužských homosexuálních časopisech. Bara je v Japonsku žánrem s menší tržní nikou než jaoi manga.

## Vybraná díla
- Ai no kusabi[15]
- Dókjúsei[16][17]
- Džundžó Romantica[18]
- Fake[19]
- Finder[20]
- Gakuen Heaven[21]
- Given[22]
- Gravitation[23]
- Hybrid Child[24]
- Hitoridžime My Hero[16]
- Ikoku irokoi romantan[25]
- Kaze to ki no uta[26]
- Kirepapa.: Kirei na otó-san wa suki desuka?
- Kizuna: Koi no kara sawagi[27]
- Loveless
- Love Stage!![28]
- Maiden Rose[29]
- Natsu e no tobira
- No. 6
- Okane ga nai![30]
- Papa to Kiss in the Dark[31]
- Robotica Robotics
- Sasaki to Mijano[32]
- Seitokaičó ni čúkoku[33]
- Sekaiiči hacukoi: Onodera Ricu no baai[16]
  - Sekaiiči hacukoi: Jokozawa Takafumi no baai[34]
- Star Collector
- Suki na mono wa suki dakara šóganai!!
- Super Lovers[35]
- Tight Rope
- Saezuru tori wa habatakanai[36]
- Umibe no Étranger[37]
- Jami no macuei
- Iesu ka nó ka hanbun ka[38]
- Zecuai 1989[39][40][15]